# (20028) 1992 EZ21
1992 إي زد 21 (ويعرف أيضًا باسم (20028) 1992 إي زد 21 وفق تسمية الكوكب الصغير) (بالإنجليزية: 1992 EZ21)‏ هو كويكب ضمن حزام الكويكبات؛ وترتيبه 20028 من حيث الاكتشاف.
اكتُشف هذا الجُرم الفلكي بواسطة مسح أوبسالا-إسو للكويكبات والمذنبات ‏ في 1 مارس 1992.

## وصلات خارجية
- (20028) 1992 EZ21 في قاعدة بيانات مختبر الدفع النفاث لأجرام النظام الشمسي الصغيرة

- الاكتشاف · مخطط المدار ·  العناصر المدارية · المعلمات المادية

- (20028) 1992 EZ21 على موقع ويكي سكاي: DSS2, SDSS, GALEX, IRAS, Hydrogen α, X-Ray, Astrophoto, Sky Map, Articles and images